# Беатрис Хес
Беатрис Пјер Хес (енгл. Béatrice Pierre Hess; рођена 10. новембра 1961. у Колмару) је француска параолимпијска пливачица. Француски лист L'Humanité описао ју је као „једну од најбољих пливачица на свету“.
Наступајући на Параолимпијским играма, Хес је освојила четири златне медаље 1984. године, једну 1988. године, шест 1996. и седам 2000. године. Такође је оборила девет светских рекорда на Параолимпијским играма у Сиднеју 2000. На Играма 2004. освојила је две златне и три сребрне медаље.
Хес има церебралну парализу и такмичи се у С5 класификацији инвалидитета .
Беатрис Хес је једна од спортиста који су носили олимпијски пламен на отварању Олимпијских игара у Паризу 2024. године.